# Біотехнічні роботи з охорони рідкісних видів тварин
Біотехнічні роботи з охорони рідкісних видів тварин

## Опорні знання
Останнім часом у багатьох країнах все більшого поширення набувають «інтенсивні» методи охорони рідкісних видів, засновані, на відміну від «екстенсивних» (заборона видобутку, створення охоронюваних природних територій, консервація геному тощо), на активному втручанні людини в життя виду, який намагаються врятувати. Вони особливо необхідні там, де звичайні способи охорони вже не дають результату через сильні антропогенні зміни середовища проживання або катастрофічно низьку чисельністю. Термін «біотехнічні заходи» з'явився в мисливствознавстві. Під ними мають на увазі діяльність людини, спрямовану на підвищення продуктивності мисливських угідь. У більш широкому сенсі, стосовно до охорони рідкісних видів тварин, біотехнічними заходами можна назвати діяльність людини щодо оптимізації умов проживання рідкісних видів з метою підвищення або стабілізації їх чисельності. В Україні з багатющої арсеналу біотехнічних заходів для охорони рідкісних видів досі використовується лише незначна їх частина: розведення і реакліматизація, підживлення, влаштування штучних гніздівель і деякі інші.

## Основні етапи та методи роботи

### Перший етап роботи— підготовчий
Потрібно визначити коло рідкісних видів тварин регіону (не обов'язково «червонокнижних»), яким необхідна і реальна допомога шляхом проведення біотехнічних заходів. При цьому потрібно враховувати: 1) наскільки даний вид потребує допомоги; 2) він повинен мати хоча б мінімальну чисельність в регіоні, яка дозволить оцінити ефективність проведених заходів (не доцільно тому братися за допомогу виду, який на території регіону практично не зустрічається); 3) можливості місцевих організацій.

### Визначення кола біотехнічних заходів
По-перше треба визначити ті заходи, які реально зможуть підняти або хоча б стабілізувати чисельність цього виду в регіоні. Для цього вони повинні бути спрямовані, насамперед, на нейтралізацію основних факторів, що лімітують чисельність. Наприклад, марно будувати штучні гнізда для рідкісних птахів, якщо для них немає відповідної кормової бази.

### Проведення конкретних заходів
Потрібно прагнути залучати до співпраці різні державні та громадські організації, використовувати їх як джерело фінансування, будматеріалів і т.і.

### Вивчення ефективності проведених заходів
Для того, щоб з'ясувати, чи є який-небудь толк від таких заходів, чи потрібно проводити їх далі, чи слід вносити певні зміни тощо, треба уважно стежити за тим, як впливають біотехнічні заходи на даний вид — по можливості проводити періодичні обліки чисельності, з'ясувати використання штучних гніздівель, виживаність випущених з розплідника тварин та ін.

### Пропаганда
Необхідно всіляко пропагувати успішно проведені біотехнічні заходи, їх впровадження у широку практику.

## Основні напрямки роботи
Весь набір можливих біотехнічних заходів можна розділити на три категорії:
1. ті, які можна виконати власними силами (споруда штучних гніздівель, огорожа місць розмноження від руйнування людиною і тваринами та ін.);
2. заходи, в яких громадські організації можуть виступати ініціатором і одним з практичних виконавців (організація підгодівлі,. організація розплідників з розведення рідкісних видів та ін.);
3. про проведення багатьох заходів громадскість може лише поставити проблему перед відповідними організаціями та домагатися її вирішенню (зниження загибелі тварин на технічних спорудах і при збиранні врожаю, охорона видів, службовців основними джерелами корму та ін.).

## Основні групи біотехнічних заходів
1. Оптимізація умов розмноження (створення штучних місць розмноження і захист існуючих, підтримання оптимального стану).
2. Оптимізація захисних умов середовища проживання (створення заростей і різних укриттів).
3. Оптимізація умов зимівлі (створення укриттів для зимівлі, огородження від руйнування місць зимової сплячки, підживлення, аерація водойм у місцях зимівлі рідкісних риб).
4. Оптимізація кормової бази (посадка кормових рослин, підживлення, поліпшення природних водопоїв і влаштування штучних водопоїв і ін.).
5. Захист від стихійних лих і наслідків людської діяльності (захист від паводків, зниження загибелі тварин на дорогах, ЛЕП, трубопроводах, полях, переселення зі зруйнованих місць проживання).
6. Штучне підвищення чисельності рідкісних видів тварин і відновлення їхнього колишнього ареалу (розведення в неволі з подальшим випуском у природу, переселення з місць з підвищеною чисельністю).
7. Створення реабілітаційних центрів для рідкісних видів (за участю фахівців і працівників відповідних відділів зоопарків), а також розповсюдження методик виходжування поранених і хворих тварин

## При проведенні біотехнічних робіт потрібно враховувати наступні моменти
— Не менш важлива, ніж здійснення самих заходів, розробка конкретних методів їх проведення та впровадження в широку практику.
— При пропаганді та поширенні досвіду потрібно спиратися на існуючі народні традиції; виявляти, відроджувати, підтримувати, створювати нові традиції шляхом інтенсивної пропаганди, проведення масових кампаній і т. д.
— Методику проведення різних біотехнічних заходів, організацію кампаній по їх пропаганді та широкому впровадженню доцільно спочатку відпрацювати на більш звичайних видах. Наприклад, будівництво штучних гніздівель для хижих птахів і чорного лелеки — на білому лелеці. Привчивши населення до проведення біотехнічних заходів для більш звичайних видів, легше буде перейти до рідкісних. В силу малої чисельності рідкісних видів біотехнія на перших порах може не дати відчутних результатів, а це призведе до втрати інтересу до неї у багатьох фуннкціонерів та інших зацікавлених осіб. Якщо ж будуть певні попередні успіхи, подібного результату можна буде уникнути.
— При здійсненні біотехнічних заходів потрібно враховувати їх необхідність. Якщо природа може обійтися своїми силами, якщо можна обмежитися підтримуючими заходами, проведення багатьох «інтенсивних» заходів недоцільно. Не можна перетворювати тварин на утриманців і ще більше посилювати їх залежність від людини. Перед здійсненням заходів, що приводять до значних змін у природному середовищі, потрібно добре продумати і передбачити можливі наслідки — причому не тільки для видів, на які ці біотехнічні заходи спрямовані. Слід враховувати, що для ряду робіт (відлов, розселення, утримання у розплідниках і ін.) необхідно спеціальний дозвіл органів, що відають охороною тваринного світу.
— Для ефективності проведених біотехнічних заходів потрібно добре знати екологію даного виду. Бажана участь наукового керівника або консультанта з числа вчених-зоологів.
— Для того, щоб обрати найбільш ефективні та необхідні в даних умовах біотехнічні заходи, потрібно знати чисельність виду в регіоні, тенденції до її зміни і фактори, що її лімітують.

## Ресурси Інтернету
- Стратегии сохранения редких видов животных  [Архівовано 2 березня 2013 у Wayback Machine.]
- Стратегия сохранения редких и находящихся под угрозой исчезновения видов животных и растений  [Архівовано 30 жовтня 2016 у Wayback Machine.]